# Kalwiszki (rejon ignaliński)
Kalwiszki (lit. Kalviškė) – wieś na Litwie, w okręgu uciańskim, w rejonie ignalińskim, w gminie Przyjaźń.

## Historia
W czasach zaborów zaścianek rządowy w gminie Daugieliszki, w powiecie święciańskim, w guberni wileńskiej Imperium Rosyjskiego. W 1866 roku miał 23 mieszkańców w 2 domach. W 1905 roku liczyła 32 mieszkańców, 41 dziesięcin.
W dwudziestoleciu międzywojennym futor leżał w Polsce, w województwie wileńskim, w powiecie święciańskim, w gminie Daugieliszki.
W 1931 w 3 domach zamieszkiwało 14 osób.
Miejscowość należała do parafii rzymskokatolickiej w Przyjaźni i prawosławnej w Michałowie. Podlegała pod Sąd Grodzki w Święcianach i Okręgowy w Wilnie; właściwy urząd pocztowy mieścił się w Ignalinie.